# Kandwa
Kandwa es una ciudad censal situada en el distrito de Varanasi en el estado de Uttar Pradesh (India). Su población es de 11685 habitantes (2011). 

## Demografía
Según el censo de 2011 la población de Kandwa era de 11685 habitantes, de los cuales 6165 eran hombres y 5520 eran mujeres. Kandwa tiene una tasa media de alfabetización del 84,39%, superior a la media estatal del 67,68%: la alfabetización masculina es del 91,66%, y la alfabetización femenina del 76,39%.